# Kan
"Kan" (alfabeto hebraico: כאן, tradução portuguesa: "Aqui") foi a canção que representou a televisão pública israelita IBA  no Festival Eurovisão da Canção 1991, interpretada em hebraico pelo  Duo Datz. Foi a 15.ª canção a ser interpretada na noite do festival, a seguir à canção norueguesa Mrs. Thompson, cantada pela banda Just 4 Fun e antes da canção finlandesa "Hullu yö", interpretada por Kaija. Terminou a competição em terceiro lugar, com 139 pontos.

## Autores
- Letra e música: Uzi Hitman
- Orquestração: Kobi Oshrat

## Letra
A canção fala sobre os cantores (e por extensão da comunidade judaica) que estabeleceu a sua pátria "Aqui" depois de "dois mil anos" de sofrimento. A canção refere o fa(c)to de os judeus terem cultivado no meio do deserto "E eu plantei erva no deserto" A pátria é referida como sendo um local onde qualquer pessoa é bem-vinda.  